# (13093) Wolfgangpauli
(13093) Wolfgangpauli ist ein Hauptgürtelasteroid, der am 21. September 1992 vom deutschen Astronomen Freimut Börngen an der Thüringer Landessternwarte Tautenburg (IAU-Code 033) in Thüringen entdeckt wurde.
Der Himmelskörper wurde am 23. Mai 2000 nach dem österreichischen Physiker Wolfgang Pauli (1900–1958) benannt, der 1925 mit dem Ausschließungsprinzip seinen wichtigsten Beitrag zur Quantenmechanik veröffentlichte und dafür 1945 den Nobelpreis für Physik erhielt.
Der Asteroid gehört zur Eos-Familie, einer Gruppe von Asteroiden, welche typischerweise große Halbachsen von 2,95 bis 3,1 AE aufweisen, nach innen begrenzt von der Kirkwoodlücke der 7:3-Resonanz mit Jupiter, sowie Bahnneigungen zwischen 8° und 12°. Die Gruppe ist nach dem Asteroiden (221) Eos benannt. Es wird vermutet, dass die Familie vor mehr als einer Milliarde Jahren durch eine Kollision entstanden ist.